# Каменово (област Сливен)
 За другото българско село вижте Каменово (Област Разград).  
Кàменово е село в югоизточната част на България, община Нова Загора, област Сливен.

## География
Село Каменово се намира на около 24 km югозападно от областния център град Сливен, около 9 km североизточно от общинския център град Нова Загора и около 41 km изток-североизточно от град Стара Загора. Разположено е в южните подножия на Сърнена Средна гора. Теренът в селото е с наклон на юг; надморската височина в центъра при сградата на читалището е около 170 m и нараства на север до около 180 – 190 m. Климатът е умереноконтинентален.
През селото минава второкласният републикански път II-66 (Европейски път Е773), който на запад води през село Съдиево и град Нова Загора към град Стара Загора, а на изток през село Злати войвода и Сливенски минерални бани към град Сливен.
Землището на село Каменово граничи със землищата на: село Научене на запад и север; село Старо село на север и изток; село Коньово на изток; село Съдиево на юг и запад.
Населението на село Каменово, наброявало 971 души при преброяването към 1934 г. и 1005 към 1946 г., намалява до 374 (по служебен документ на НСИ от 2022-12-31) към 2022 г.
При преброяването на населението към 1 февруари 2011 г., от обща численост 386 лица, за 373 лица е посочена принадлежност към „българска“ етническа група, за 5 – към „други“, а за принадлежност към „турска“, „ромска“ и „не се самоопределят“ не са посочени данни.

## История
Първите сведения за селото са от акънджийски списъци от 1473 г. В тях селото се споменава под името Неапли. Д-р Недков в своята книга „Османо-турска дипломатика и палеография“ го споменава с името Наиблю.
След Руско-турската война (1877 – 1878 г.) по Берлинския договор 1878 г. селото – тогава с име Ени пазлии – остава в Източна Румелия; присъединено е към България след Съединението 1885 г.. Село Ени пазлии е преименувано на Попово през 1906 г., а село Попово е преименувано на Каменово през 1951 г.
Училище в селото е открито, според местно предание, след Освобождението в стая на частна къща и с първи учител грък. По същото време в селото има и турско училище. През 1897 г. е построено училище с три класни стаи, една канцелария и друга стая, служеща за църква. За учителка е била назначена Тинка Илиева Дончева, завършила VII клас на тогавашната Варненска педагогическа гимназия, която учителства в училището близо 30 години. През февруари 1926 г. училището е опожарено. Учениците учат няколко години в частни къщи до построяването през 1928 г. на ново училище. През учебната 1945/1946 г. започва въвеждането и на прогимназиален курс. От септември 1970 г. прогимназията е закрита и преместена в село Съдиево, а училището става начално. Училище „Христо Смирненски“ в Каменово вероятно е закрито през 1972 г., докогато датират последните му архивни документи.
Читалището в село Попово (Каменово) е основано през 1925 г., както е посочено чрез годината в името, под което е регистрирано – „Христо Ботев – 1925“.
Кредитната кооперация „Тютюнев лист“ в село Попово (Каменово) е основана през 1925 г. Учредена е от 34 души от село Попово, но 6 от тях не внасят дялов капитал и отпадат. Основната дейност на новооснованата кооперация е да събира членски внос и дялов капитал, да отпуска краткосрочни заеми на своите членове и да ги снабдява със семена и дребен земеделски инвентар, с работен и продуктивен добитък. През 1930 г. кооперацията открива и потребителски магазин. През 1936 – 1939 г. започва изкупуването на селскостопански произведения като памук, орехи, бадеми и други. След 9 септември 1944 г. кооперацията се разширява с търговска и изкупвателна дейност. В края на 1959 г. тя се влива в Потребителна кооперацията – село Съдиево.

## Обществени институции
Село Каменово към 2023 г. е център на кметство Каменово.
В село Каменово има:
- действащо към 2021 г. читалище „Христо Ботев – 1925“;[11]
- православна църква „Света Богородица“;[12]
- пощенска станция.[13]

## Личности
- Димо Стамов Димов (1922 – 2002), български офицер, генерал-майор, пожарникар, дългогодишен началник на Софийското градско управление на противопожарната охрана; роден в Каменово.